# Pays de Sierck
Le pays de Sierck ou pays Sierckois (Siirkerland en Platt) est la région de Sierck-les-Bains, elle est située dans le nord-ouest du département de la Moselle, entre le pays thionvillois et le pays de Nied. Le dialecte traditionnel de cette zone géographique est le francique luxembourgeois.

## Environnement
Traversé par la rivière de la Moselle, le pays de Sierck inclut, entre autres, la buxaie du Pällembësch, la colline et l’espace naturel du Stromberg, le site des « Pelouses et rochers du pays de Sierck », ainsi que la réserve naturelle nationale de Montenach.

## Histoire

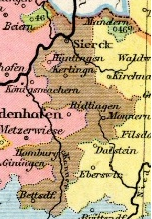
Sierck et le territoire cédé à la France en 1661 (marron), d'après J. Droysen.

La ville de Sierck et les localités en dépendant faisaient anciennement partie de la prévôté de Sierck. En 1661, une partie de l'actuel pays Sierckois fut annexé par le royaume de France, dans le cadre du Traité de Vincennes.
En 2015, hostiles à la réforme territoriale, des élus du pays de Sierck ont matérialisé leur opposition en apposant des bandes noires sur les panneaux d'entrée des villages.

### Histoire linguistique
D'après le recensement de 1962, l'ancien canton de Sierck avait entre 60 et 80 % de locuteurs du francique.
Une enquête réalisée en 1982 par le sociolinguiste Daniel Laumesfeld sur 1084 habitants du pays de Sierck, révèle que 48,2 % de la population a pour langue maternelle ou langue seconde le francique luxembourgeois.
En 1995, une enquête diligentée par l'Inspection Académique de la Moselle, révéla que 424 familles (représentant 491 élèves) de la commune de Sierck et ses environs, demandaient l'enseignement du francique luxembourgeois pour leurs enfants. Lors de la rentrée scolaire 1996-97, l'enseignement de cette langue commença à être effectif dans quelques localités.

## Culture
- Le premier dimanche de carême, est fêté le « dimanche des Bures », localement nommé le Lehnensonntag, Lehnchensonntag ou encore Baiersonntag : Pendant qu'on brûle sur  un bûcher une poupée appelée Baier ou Bure, on constitue des couples mixtes, puis on danse en lançant des disques enflammés[7].
- La fête de la Saint-Jean, célébrée au mois de juin. Ou une roue enflammée, lancée par les habitants de Contz et de Sierck descend du haut du Stromberg. Si elle n'arrive pas à mi-pente, les habitants de Contz-les-Bains doivent un panier de cerises à ceux de Sierck, si c'est le contraire, ceux de Sierck doivent une hotte de vin à ceux de Contz. Si la roue atteint la Moselle, les vignerons comptent sur une belle récolte[8].
- Parmi les fêtes paysannes, il y avait aussi la Saint-Eloi le 25 juin. Ce jour-là, les paysans des régions de la Nied et de Sierck, entraient avec leurs chevaux dans l'église de Flastroff pour offrir au saint une poignée de crin[8].
- Le 15 août, jour de l'Assomption de la Sainte-Vierge, les prêtres catholiques de la région Sierckoise bénissent les bouquets appelés Kräuterwisch ou Würzwisch. Formés de blé, de feuilles de vigne, d'oignons et de plantes médicinales. Cela pour protéger campagnes et étables contre le feu, la foudre et les maladies[8].

## Composition

### Communes
| Commune            | Gentilé français | Nom dialectal                                | Gentilé dialectal |
| ------------------ | ---------------- | -------------------------------------------- | ----------------- |
| Apach              | Apachois         | Opéch                                        | Opécher           |
| Contz-les-Bains    | Contzois         | Nidderkonz                                   | Konzer            |
| Flastroff          | Flastroffois     | Flooschtroff, Flueschdrëf                    | Flooschtrowwer    |
| Grindorff-Bizing   | Grindorffois     | Gréindrëf, Gréindrof, Gréinsdroff            | Gréindrowwer      |
| Halstroff          | Halstroffois     | Hoolschtroff, Huelschdrëf                    | Hoolschtrowwer    |
| Hunting            | Huntingeois      | Hënténg, Hënténgen                           | Hënténger         |
| Kerling-lès-Sierck | Kerlingeois      | Kiirléngen, Kërlëngen                        | Kiirlénger        |
| Kirsch-lès-Sierck  | Kirschois        | Kiisch                                       | Kiischer          |
| Kirschnaumen       | Kirschnaumois    | Kiirchnaumen, Naumen                         | Naumer            |
| Haute-Kontz        | Haut-Kontzois    | Uewer-Konz                                   | Uewerkonzer       |
| Laumesfeld         | Laumesfeldois    | Laumëschfeld                                 | Laumeschfelder    |
| Launstroff         | Launstroffois    | Launschdrëf, Launschtrëf, Launschtroff       | Launschtrowwer    |
| Malling            | Mallingeois      | Malléng, Malléngen                           | Mallénger         |
| Manderen           | Manderenois      | Manneren, Manner                             | Mannerer          |
| Merschweiller      | Merschweillois   | Meeschweiler                                 | Meeschweiler      |
| Montenach          | Montenachois     | Montléch                                     | Montlécher        |
| Rémeling           | Rémelingeois     | Reimléng, Reimléngen                         | Reimlénger        |
| Rettel             | Rettelois        | Rettel                                       | Retteler          |
| Ritzing            | Ritzingeois      | Réitzingen, Réizéng, Réizéngen, Rétzengen    | Réitzénger        |
| Rustroff           | Rustroffois      | Réischtroff                                  | Réischtrowwer     |
| Sierck-les-Bains   | Sierckois        | Siirk                                        | Siirker           |
| Waldweistroff      | Waldweistroffois | Waldweischdrëf, Waldweischtroff, Weischtroff | Weischtrowwer     |
| Waldwisse          | Waldwissois      | Wiiss, Waldwis                               | Wiisser           |

### Écarts et lieux-dits
| Localité        | Nom dialectal                            | Gentilé dialectal |
| --------------- | ---------------------------------------- | ----------------- |
| Haut Apach      | Uewer-Opéch                              | n.c.              |
| Belmach         | Belméch                                  | n.c.              |
| Betting         | Betténg, Betténgen                       | Betténger         |
| Bizing          | Béiséngen                                | Béisénger         |
| Calembourg      | Kalebuerg, Buersch                       | Kalebuurger       |
| Evendorff       | Iendroff, Iewendrëf                      | Iendrowwer        |
| Flatten         | Flaten                                   | Flatener          |
| Freching        | Frechéng, Frechéngen, Freschéngen        | Frechénger        |
| Gongelfang      | Gongelfangen                             | n.c.              |
| Hargarten       | Herrgotten                               | Herrgotter        |
| Petite Hettange | Kleng-Hetténg, Kléng-Hetténgen           | Hetténger         |
| Kaltweiler      | Kaaltweiler                              | Kaltweiler        |
| Kitzing         | Këtzéngen                                | Këtzénger         |
| Obernaumen      | Uewernaumen                              | Uewernaumer       |
| Scheuerwald     | Scheierwald                              | Scheierwalder     |
| Haute-Sierck    | Audersëréck                              | Audersërécker     |
| Stiesling       | Stiisléngen                              | n.c.              |
| Sulzen          | n.c.                                     | n.c.              |
| Tunting         | Tënténgen                                | Tënténger         |
| Zeurange        | Seiréng, Seiréngen, Zairengen, Zeiréngen | Zeiringer         |

## Quelques lieux et monuments
- Château des ducs de Lorraine
- Château de Rudlingen
- Château de Malbrouck
- Chartreuse de Rettel
- Chapelle de Marienfloss
- Musée lorrain des cheminots